# Besowo (Kepung)
Besowo is een bestuurslaag in het regentschap Kediri van de provincie Oost-Java, Indonesië. Besowo telt 6874 inwoners (volkstelling 2010).